# Florida Sea Dragons
I Florida Sea Dragons sono stati una franchigia di pallacanestro della USBL, con sede a Sarasota e Bradenton, in Florida, attivi tra il 1996 e il 2002.
Nacquero a Tampa, in Florida, come Tampa Bay Windjammers. Dopo la stagione 1999 si trasferirono a Sarasota e Bradenton, sempre in Florida, prendendo il nome di Florida Sea Dragons. Si sciolsero alla fine del campionato 2002.

## Stagioni
| Stagione | Lega | Denominazione         | V  | P  | %    | Piazzamento | Play-off         |
| -------- | ---- | --------------------- | -- | -- | ---- | ----------- | ---------------- |
| 1996     | USBL | Tampa Bay Windjammers | 17 | 12 | 58,6 | 2º          | Semifinale       |
| 1997     | USBL | Tampa Bay Windjammers | 9  | 17 | 34,6 | 5º          | Quarti di finale |
| 1998     | USBL | Tampa Bay Windjammers | 8  | 18 | 30,8 | 4º          | Primo turno      |
| 1999     | USBL | Tampa Bay Windjammers | 11 | 16 | 40,7 | 4º          | -                |
| 2000     | USBL | Florda Sea Dragons    | 16 | 14 | 53,3 | 3º          | Quarti di finale |
| 2001     | USBL | Florda Sea Dragons    | 18 | 12 | 60,0 | 3º          | Quarti di finale |
| 2002     | USBL | Florda Sea Dragons    | 10 | 20 | 33,3 | 4º          | -                |